# دام پرینیون
دام پرینیون (انگلیسی: Dom Pérignon) نام تجارتی برای نوعی شامپاین (شراب گازدار) تاریخ‌دار فرانسوی است.
دام پرینیون از مخلوط انگورهای پینونوآر و شاردونی تهیه می‌شود و نسبت این دو نوع انگور در ترکیب نهایی در سال‌های مختلف متغیر است.
این نوع شامپاین نام خود را از دام پرینیون راهب فرانسوی و سرداب‌دار یک صومعه بندیکتی در قرن هفدهم گرفته است.